# Atletisme als Jocs Olímpics d'Estiu de 2012
Als Jocs Olímpics d'Estiu de 2012, realitzats a la ciutat de Londres (Anglaterra, Regne Unit), es disputaren quaranta-set proves d'atletisme, vint-i-quatre en categoria masculina i vint-i-tres en categoria femenina.
La competició va tenir lloc entre els dies 3 i 12 d'agost a les instal·lacions de l'Estadi Olímpic de Londres. Les proves de carretera (marató i marxa), però, iniciaren el seu recorregut a The Mall.
Competiren un total de 2.231 atletes de 201 comitès nacionals diferents. L'atleta més jove fou l'andorrana Cristina Llovera i la més veterana fou la ucraïnesa Oleksandr Dryhol.

## Calendari
| Q | Qualificacions | R | Rondes | ½ | Semifinals | F | Final |

| Data →             | 3 agost | 3 agost | 4 agost | 4 agost | 4 agost | 5 agost | 5 agost | 5 agost | 6 agost | 6 agost | 7 agost | 7 agost | 8 agost | 8 agost | 8 agost | 9 agost | 9 agost | 10 agost | 10 agost | 11 agost | 11 agost | 12 agost | 12 agost |
| Prova ↓            | M       | T       | M       | M       | T       | M       | T       | T       | M       | T       | M       | T       | M       | T       | T       | M       | T       | M        | T        | M        | T        | M        | T        |
| ------------------ | ------- | ------- | ------- | ------- | ------- | ------- | ------- | ------- | ------- | ------- | ------- | ------- | ------- | ------- | ------- | ------- | ------- | -------- | -------- | -------- | -------- | -------- | -------- |
| 100 m.             |         |         | Q       | R       |         |         | ½       | F       |         |         |         |         |         |         |         |         |         |          |          |          |          |          |          |
| 200 m.             |         |         |         |         |         |         |         |         | R       |         |         | ½       |         | F       | F       |         |         |          |          |          |          |          |          |
| 400 m.             |         |         | R       |         |         |         | ½       | ½       |         | F       |         |         |         |         |         |         |         |          |          |          |          |          |          |
| 800 m.             |         |         |         |         |         |         |         |         | R       |         |         | ½       |         | F       | F       |         |         |          |          |          |          |          |          |
| 1.500 m            |         | R       |         |         |         |         | ½       | ½       |         |         |         | F       |         |         |         |         |         |          |          |          |          |          |          |
| 5.000 m.           |         |         |         |         |         |         |         |         |         |         |         |         | R       |         |         |         |         |          |          |          | F        |          |          |
| 10.000 m.          |         |         |         |         | F       |         |         |         |         |         |         |         |         |         |         |         |         |          |          |          |          |          |          |
| 110 m. tanques     |         |         |         |         |         |         |         |         |         |         | R       |         |         | ½       | F       |         |         |          |          |          |          |          |          |
| 400 m. tanques     | R       |         |         |         | ½       |         |         |         |         | F       |         |         |         |         |         |         |         |          |          |          |          |          |          |
| 3.000 m. obstacles | R       |         |         |         |         |         | F       | F       |         |         |         |         |         |         |         |         |         |          |          |          |          |          |          |
| 4x100 m. relleus   |         |         |         |         |         |         |         |         |         |         |         |         |         |         |         |         |         |          | R        |          | F        |          |          |
| 4x400 m. relleus   |         |         |         |         |         |         |         |         |         |         |         |         |         |         |         | R       |         |          | F        |          |          |          |          |
| Marató             |         |         |         |         |         |         |         |         |         |         |         |         |         |         |         |         |         |          |          |          |          | F        |          |
| 20 km. marxa       |         |         |         |         | F       |         |         |         |         |         |         |         |         |         |         |         |         |          |          |          |          |          |          |
| 50 km. marxa       |         |         |         |         |         |         |         |         |         |         |         |         |         |         |         |         |         |          |          | F        |          |          |          |
| Salt de llargada   |         | Q       |         |         | F       |         |         |         |         |         |         |         |         |         |         |         |         |          |          |          |          |          |          |
| Triple salt        |         |         |         |         |         |         |         |         |         |         | Q       |         |         |         |         |         | F       |          |          |          |          |          |          |
| Salt d'alçada      |         |         |         |         |         |         | Q       | Q       |         |         |         | F       |         |         |         |         |         |          |          |          |          |          |          |
| Salt amb perxa     |         |         |         |         |         |         |         |         |         |         |         |         |         | Q       | Q       |         |         |          | F        |          |          |          |          |
| Ll. pes            | Q       | F       |         |         |         |         |         |         |         |         |         |         |         |         |         |         |         |          |          |          |          |          |          |
| Ll. disc           |         |         |         |         |         |         |         |         | Q       |         |         | F       |         |         |         |         |         |          |          |          |          |          |          |
| Ll. javelina       |         |         |         |         |         |         |         |         |         |         |         |         |         | Q       | Q       |         |         |          |          |          | F        |          |          |
| Ll. martell        | Q       |         |         |         |         |         | F       | F       |         |         |         |         |         |         |         |         |         |          |          |          |          |          |          |
| Decatló            |         |         |         |         |         |         |         |         |         |         |         |         | F       | F       | F       | F       | F       |          |          |          |          |          |          |

| Data →                 | 3 agost | 3 agost | 4 agost | 4 agost | 4 agost | 5 agost | 5 agost | 6 agost | 6 agost | 7 agost | 7 agost | 8 agost | 8 agost | 9 agost | 9 agost | 10 agost | 10 agost | 11 agost | 11 agost | 12 agost | 12 agost |
| Prova ↓                | M       | T       | M       | T       | T       | M       | T       | M       | T       | M       | T       | M       | T       | M       | T       | M        | T        | M        | T        | M        | T        |
| ---------------------- | ------- | ------- | ------- | ------- | ------- | ------- | ------- | ------- | ------- | ------- | ------- | ------- | ------- | ------- | ------- | -------- | -------- | -------- | -------- | -------- | -------- |
| 100 m.                 |         | R       |         | ½       | F       |         |         |         |         |         |         |         |         |         |         |          |          |          |          |          |          |
| 200 m.                 |         |         |         |         |         |         |         |         | R       |         | ½       |         | F       |         |         |          |          |          |          |          |          |
| 400 m.                 | R       |         |         | ½       | ½       |         | F       |         |         |         |         |         |         |         |         |          |          |          |          |          |          |
| 800 m.                 |         |         |         |         |         |         |         |         |         |         |         | R       |         |         | ½       |          |          |          | F        |          |          |
| 1.500 m                |         |         |         |         |         |         |         | R       |         |         |         |         | ½       |         |         |          | F        |          |          |          |          |
| 5.000 m.               |         |         |         |         |         |         |         |         |         | R       |         |         |         |         |         |          | F        |          |          |          |          |
| 10.000 m.              |         | F       |         |         |         |         |         |         |         |         |         |         |         |         |         |          |          |          |          |          |          |
| 100 m. tanques         |         |         |         |         |         |         |         | R       |         |         | ½       |         | F       |         |         |          |          |          |          |          |          |
| 400 m. tanques         |         |         |         |         |         |         | R       |         | ½       |         | F       |         |         |         |         |          |          |          |          |          |          |
| 3.000 m. obstacles     |         |         | R       |         |         |         |         |         | F       |         |         |         |         |         |         |          |          |          |          |          |          |
| 4x100 m. relleus       |         |         |         |         |         |         |         |         |         |         |         |         |         |         | R       |          | F        |          |          |          |          |
| 4x400 m. relleus       |         |         |         |         |         |         |         |         |         |         |         |         |         |         |         |          | R        |          | F        |          |          |
| Marató                 |         |         |         |         |         | F       |         |         |         |         |         |         |         |         |         |          |          |          |          |          |          |
| 20 km. marxa           |         |         |         |         |         |         |         |         |         |         |         |         |         |         |         |          |          |          | F        |          |          |
| -                      |         |         |         |         |         |         |         |         |         |         |         |         |         |         |         |          |          |          |          |          |          |
| Salt de llargada       |         |         |         |         |         |         |         |         |         |         | Q       |         | F       |         |         |          |          |          |          |          |          |
| Triple salt            | Q       |         |         |         |         |         | F       |         |         |         |         |         |         |         |         |          |          |          |          |          |          |
| Salt d'alçada          |         |         |         |         |         |         |         |         |         |         |         |         |         | Q       |         |          |          |          | F        |          |          |
| Salt amb perxa         |         |         |         | Q       | Q       |         |         |         | F       |         |         |         |         |         |         |          |          |          |          |          |          |
| Ll. pes                |         |         |         |         |         |         |         | Q       | F       |         |         |         |         |         |         |          |          |          |          |          |          |
| Llançament de disc     |         | Q       |         | F       | F       |         |         |         |         |         |         |         |         |         |         |          |          |          |          |          |          |
| Llançament de javelina |         |         |         |         |         |         |         |         |         | Q       |         |         |         |         | F       |          |          |          |          |          |          |
| Llançament de martell  |         |         |         |         |         |         |         |         |         |         |         | Q       |         |         |         |          | F        |          |          |          |          |
| Heptatló               | F       | F       | F       | F       | F       |         |         |         |         |         |         |         |         |         |         |          |          |          |          |          |          |

## Resum de medalles
RM: rècord del món
RO: rècord olímpic
RN: rècord nacional
RMJ: rècord del món júnior

### Categoria masculina
| Prova                          | Or                                                                                   | Or           | Plata                                                                                              | Plata             | Bronze                                                                                | Bronze       |
| 100 metres detalls             | Usain Bolt (JAM)                                                                     | 9.63 (OR)    | Yohan Blake (JAM)                                                                                  | 9.75              | Justin Gatlin (EUA)                                                                   | 9.79         |
| 200 metres detalls             | Usain Bolt (JAM)                                                                     | 19.32        | Yohan Blake (JAM)                                                                                  | 19.44             | Warren Weir (JAM)                                                                     | 19.84        |
| 400 metres detalls             | Kirani James (GRN)                                                                   | 43.94 (NR)   | Luguelin Santos (DOM)                                                                              | 44.46             | Lalonde Gordon (TRI)                                                                  | 44.52        |
| 800 metres detalls             | David Rudisha (KEN)                                                                  | 1:40.91 WR   | Nigel Amos (BOT)                                                                                   | 1:41.73 (RMJ, RN) | Timothy Kitum (KEN)                                                                   | 1:42.53      |
| 1.500 metres detalls           | Taoufik Makhloufi (ALG)                                                              | 3:34.08      | Leonel Manzano (EUA)                                                                               | 3:34.79           | Abdalaati Iguider (MAR)                                                               | 3:35.13      |
| 5.000 metres detalls           | Mo Farah (GBR)                                                                       | 13:41.66     | Dejen Gebremeskel (ETH)                                                                            | 13:41.98          | Thomas Longosiwa (KEN)                                                                | 13:42.36     |
| 10.000 metres detalls          | Mo Farah (GBR)                                                                       | 27:30.42     | Galen Rupp (EUA)                                                                                   | 27:30.90          | Tariku Bekele (ETH)                                                                   | 27:31.43     |
| 110 metres tanques detalls     | Aries Merritt (EUA)                                                                  | 12.92        | Jason Richardson (EUA)                                                                             | 13.04             | Hansle Parchment (JAM)                                                                | 13.12        |
| 400 metres tanques detalls     | Félix Sánchez (DOM)                                                                  | 47.63        | Michael Tinsley (EUA)                                                                              | 47.91             | Javier Culson (PUR)                                                                   | 48.10        |
| 3.000 metres obstacles detalls | Ezekiel Kemboi (KEN)                                                                 | 8:18.56      | Mahiedine Mekhissi (FRA)                                                                           | 8:19.08           | Abel Mutai (KEN)                                                                      | 8:19.73      |
| 4x100 metres relleus detalls   | JamaicaNesta Carter · Michael Frater · Yohan Blake · Usain Bolt · Kemar Bailey-Cole* | 36.84 (RM)   | Estats UnitsTrell Kimmons · Justin Gatlin · Tyson Gay · Ryan Bailey · Jeff Demps* · Darvis Patton* | 37.04 (RN)        | Trinitat i Tobago Keston Bledman · Marc Burns · Emmanuel Callender · Richard Thompson | 38.12        |
| 4x400 metres relleus detalls   | BahamesChris Brown · Demetrius Pinder · Michael Mathieu · Ramon Miller               | 2:56.72 (RN) | Estats UnitsBryshon Nellum · Joshua Mance · Tony McQuay · Angelo Taylor · Manteo Mitchell*         | 2:57.05           | Trinitat i Tobago Lalonde Gordon · Jarrin Solomon · Ade Alleyne-Forte · Deon Lendore  | 2:59.40 (RN) |
| Marató detalls                 | Stephen Kiprotich (UGA)                                                              | 2:08:01      | Abel Kirui (KEN)                                                                                   | 2:08:27           | Wilson Kiprotich (KEN)                                                                | 2:09:37      |
| 20 km. marxa detalls           | Chen Ding (CHN)                                                                      | 1:18:46 (RO) | Erick Barrondo (GUA)                                                                               | 1:18:57           | Wang Zhen (CHN)                                                                       | 1:19:25      |
| 50 km. marxa detalls           | Jared Tallent (AUS)                                                                  | 3:36:53      | Si Tianfeng (CHN)                                                                                  | 3:37:16           | Robert Heffernan (IRL)                                                                | 3:37:54 (RN) |
| Salt d'alçada detalls          | Ivan Ukhov (RUS)                                                                     | 2.38         | Erik Kynard (EUA)                                                                                  | 2.33              | Mutaz Barshim (QAT) Derek Drouin (CAN) Robert Grabarz (GBR)                           | 2.29         |
| Salt amb perxa detalls         | Renaud Lavillenie (FRA)                                                              | 5.97 (RO)    | Björn Otto (GER)                                                                                   | 5.91              | Raphael Holzdeppe (GER)                                                               | 5.91         |
| Salt de llargada detalls       | Greg Rutherford (GBR)                                                                | 8.31         | Mitchell Watt (AUS)                                                                                | 8.16              | Will CLaye (EUA)                                                                      | 8.12         |
| Triple salt detalls            | Christian Taylor (EUA)                                                               | 17.81        | Will Claye (EUA)                                                                                   | 17.62             | Fabrizio Donato (ITA)                                                                 | 17.48        |
| Llançament de pes detalls      | Tomasz Majewski (POL)                                                                | 21.89        | David Storl (GER)                                                                                  | 21.86             | Reese Hoffa (EUA)                                                                     | 21.23        |
| Llançament de disc detalls     | Robert Harting (GER)                                                                 | 68.27        | Ehsan Hadadi (IRN)                                                                                 | 68.18             | Gerd Kanter (EST)                                                                     | 68.03        |
| Llançament de martell detalls  | Krisztián Pars (HUN)                                                                 | 80.59        | Primoz Kozmus (SVN)                                                                                | 79.36             | Koji Murofushi (JPN)                                                                  | 78.71        |
| Llançament de javelina detalls | Keshorn Walcott (TRI)                                                                | 84.58 (RN)   | Oleksandr Pyatnytsya (UKR)                                                                         | 84.51             | Antti Ruuskanen (FIN)                                                                 | 84.12        |
| Decatló detalls                | Ashton Eaton (EUA)                                                                   | 8869         | Trey Hardee (EUA)                                                                                  | 8671              | Leonel Suarez (CUB)                                                                   | 8523         |

### Categoria femenina
| Prova                          | Or | Or           | Plata | Plata      | Bronze                                                                                                | Bronze     |
| 100 metres detalls             | Shelly-Ann Fraser (JAM)                                                                                               | 10.75        | Carmelita Jeter (EUA) | 10.78      | Veronica Campbell-Brown (JAM)                                                                         | 10.81      |
| 200 metres detalls             | Allyson Felix (EUA)                                                                                                   | 21.88        | Shelly-Ann Fraser (JAM) | 22.09      | Carmelita Jeter (EUA)                                                                                 | 22.14      |
| 400 metres detalls             | Sanya Richards-Ross (EUA)                                                                                             | 49.55        | Christine Ohuruogu (GBR) | 49.70      | DeeDee Trotter (EUA)                                                                                  | 49.72      |
| 800 metres detalls             | Mariya Savinova (RUS)                                                                                                 | 1:56.19      | Caster Semenya (RSA) | 1:57.23    | Ekaterina Poistogova (RUS)                                                                            | 1:57.53    |
| 1.500 metres detalls           | Aslı Alptekin (TUR)                                                                                                   | 4:10.23      | Gamze Bulut (TUR) | 4:10.40    | Maryam Jamal (BRN)                                                                                    | 4:10.74    |
| 5.000 metres detalls           | Meseret Defar (ETH)                                                                                                   | 15:04.25     | Vivian Cheruiyot (KEN) | 15:04.73   | Tirunesh Dibaba (ETH)                                                                                 | 15:05.15   |
| 10.000 metres detalls          | Tirunesh Dibaba (ETH)                                                                                                 | 30:20.75     | Sally Kipyego (KEN) | 30:26.37   | Vivian Cheruiyot (KEN)                                                                                | 30:30.44   |
| 100 metres tanques detalls     | Sally Pearson (AUS)                                                                                                   | 12.35 (OR)   | Dawn Harper (EUA) | 12.37      | Kellie Wells (EUA)                                                                                    | 12.48      |
| 400 metres tanques detalls     | Natalya Antyukh (RUS)                                                                                                 | 52.70        | Lashinda Demus (EUA) | 52.77      | Zuzana Hejnová (CZE)                                                                                  | 53.38      |
| 3.000 metres obstacles detalls | Yuliya Zaripova (RUS)                                                                                                 | 9:06.72      | Habiba Ghribi (TUN) | 9:08.37    | Sofia Assefa (ETH)                                                                                    | 9:09.84    |
| 4x100 metres relleus detalls   | Estats UnitsTianna Madison · Allyson Felix · Bianca Knight · Carmelita Jeter · Jeneba Tarmoh* · Lauryn Williams*      | 40.82 (RM)   | JamaicaShelly-Ann Fraser · Sherone Simpson · Veronica Campbell-Brown · Kerron Stewart · Samantha Henry-Robinson* · Schillonie Calvert* | 41.41 (RN) | UcraïnaOlesya Povh · Hrystyna Stuy · Mariya Ryemyen · Elyzaveta Bryzgina                              | 42.04 (RN) |
| 4x400 metres relleus detalls   | Estats UnitsDeeDee Trotter · Allyson Felix · Francena McCorory · Sanya Richards-Ross · Keshia Baker* · Diamond Dixon* | 3:16.87      | RússiaYulia Gushchina · Antonina Krivoshapka · Tatyana Firova · Natalya Antyukh · Natalya Nazarova* · Anastasiya Kapachinskaya*        | 3:20.23    | JamaicaChristine Day · Rosemarie Whyte · Shericka Williams · Novlene Williams-Mills · Shereefa Lloyd* | 3:20.95    |
| Marató detalls                 | Tiki Gelana (ETH) | 2:23:07 (RO) | Priscah Jeptoo (KEN) | 2:23:12    | Tatyana Arkhipova (RUS)                                                                               | 2:23:29    |
| 20 km. marxa detalls           | Elena Lashmanova (RUS)                                                                                                | 1:25:02 (RM) | Olga Kaniskina (RUS) | 1:25:09    | Qieyang Shenjie (CHN)                                                                                 | 1:25:16    |
| Salt d'alçada detalls          | Anna Chicherova (RUS)                                                                                                 | 2.05         | Brigetta Barrett (EUA) | 2.03       | Svetlana Shkolina (RUS)                                                                               | 2.03       |
| Salt amb perxa detalls         | Jennifer Suhr (EUA)                                                                                                   | 4.75         | Yarisley Silva (CUB) | 4.75       | Ielena Issinbàieva (RUS)                                                                              | 4.70       |
| Salt de llargada detalls       | Brittney Reese (EUA)                                                                                                  | 7.12         | Ielena Sokolova (RUS) | 7.07       | Janay Deloach (EUA)                                                                                   | 6.89       |
| Triple salt detalls            | Olga Rypakova (KAZ)                                                                                                   | 14.98        | Caterine Ibargüen (COL) | 14.80      | Olha Saladukha (UKR)                                                                                  | 14.79      |
| Llançament de pes detalls      | Nadzeya Astapchuk (BLR)                                                                                               | 21.36        | Valerie Adams (NZL) | 20.70      | Ievguénia Kolodkó (RUS)                                                                               | 20.48      |
| Llançament de disc detalls     | Sandra Perkovic (CRO)                                                                                                 | 69.11        | Darya Pischalnikova (RUS) | 67.56      | Li Yanfeng (CHN)                                                                                      | 67.22      |
| Llançament de martell detalls  | Tatyana Lysenko (RUS)                                                                                                 | 78.18 (RO)   | Anita Włodarczyk (POL) | 77.60      | Betty Heidler (GER)                                                                                   | 77.13      |
| Llançament de javelina detalls | Barbora Špotáková (CZE)                                                                                               | 69.55        | Christina Obergföll (GER) | 65.16      | Linda Stahl (GER)                                                                                     | 64.91      |
| Heptatló detalls               | Jessica Ennis (GBR)                                                                                                   | 6.955        | Lilli Schwrzkopf (GER) | 6.649      | Tatyana Chernova (RUS)                                                                                | 6.628      |

## Medaller
| Posició | País                 | Or | Plata | Bronze | Total |
| 1       | Estats Units         | 9  | 13    | 7      | 29    |
| 2       | Rússia               | 8  | 5     | 5      | 18    |
| 3       | Jamaica              | 4  | 4     | 4      | 12    |
| 4       | Regne Unit           | 4  | 1     | 1      | 6     |
| 5       | Etiòpia              | 3  | 1     | 3      | 7     |
| 6       | Kenya                | 2  | 4     | 5      | 11    |
| 7       | Alemanya             | 1  | 4     | 3      | 8     |
| 8       | Austràlia            | 1  | 2     | 0      | 3     |
| 9       | França               | 1  | 1     | 0      | 2     |
| 9       | Polònia              | 1  | 1     | 0      | 2     |
| 9       | República Dominicana | 1  | 1     | 0      | 2     |
| 9       | Turquia              | 1  | 1     | 0      | 2     |
| 13      | R.P. de la Xina      | 1  | 0     | 5      | 6     |
| 14      | Trinitat i Tobago    | 1  | 0     | 3      | 4     |
| 15      | Txèquia              | 1  | 0     | 1      | 2     |
| 16      | Algèria              | 1  | 0     | 0      | 1     |
| 16      | Bahames              | 1  | 0     | 0      | 1     |
| 16      | Croàcia              | 1  | 0     | 0      | 1     |
| 16      | Grenada              | 1  | 0     | 0      | 1     |
| 16      | Hongria              | 1  | 0     | 0      | 1     |
| 16      | Kazakhstan           | 1  | 0     | 0      | 1     |
| 16      | Nova Zelanda         | 1  | 0     | 0      | 1     |
| 16      | Uganda               | 1  | 0     | 0      | 1     |
| 24      | Ucraïna              | 0  | 1     | 2      | 3     |
| 25      | Cuba                 | 0  | 1     | 1      | 2     |
| 26      | Botswana             | 0  | 1     | 0      | 1     |
| 26      | Colòmbia             | 0  | 1     | 0      | 1     |
| 26      | Eslovènia            | 0  | 1     | 0      | 1     |
| 26      | Guatemala            | 0  | 1     | 0      | 1     |
| 26      | Iran                 | 0  | 1     | 0      | 1     |
| 26      | Sud-àfrica           | 0  | 1     | 0      | 1     |
| 26      | Tunísia              | 0  | 1     | 0      | 1     |
| 33      | Brunei               | 0  | 0     | 1      | 1     |
| 33      | Canadà               | 0  | 0     | 1      | 1     |
| 33      | Estònia              | 0  | 0     | 1      | 1     |
| 33      | Finlàndia            | 0  | 0     | 1      | 1     |
| 33      | Itàlia               | 0  | 0     | 1      | 1     |
| 33      | Japó                 | 0  | 0     | 1      | 1     |
| 33      | Marroc               | 0  | 0     | 1      | 1     |
| 33      | Puerto Rico          | 0  | 0     | 1      | 1     |
| 33      | Qatar                | 0  | 0     | 1      | 1     |
| Total   | Total                | 47 | 47    | 49     | 143   |

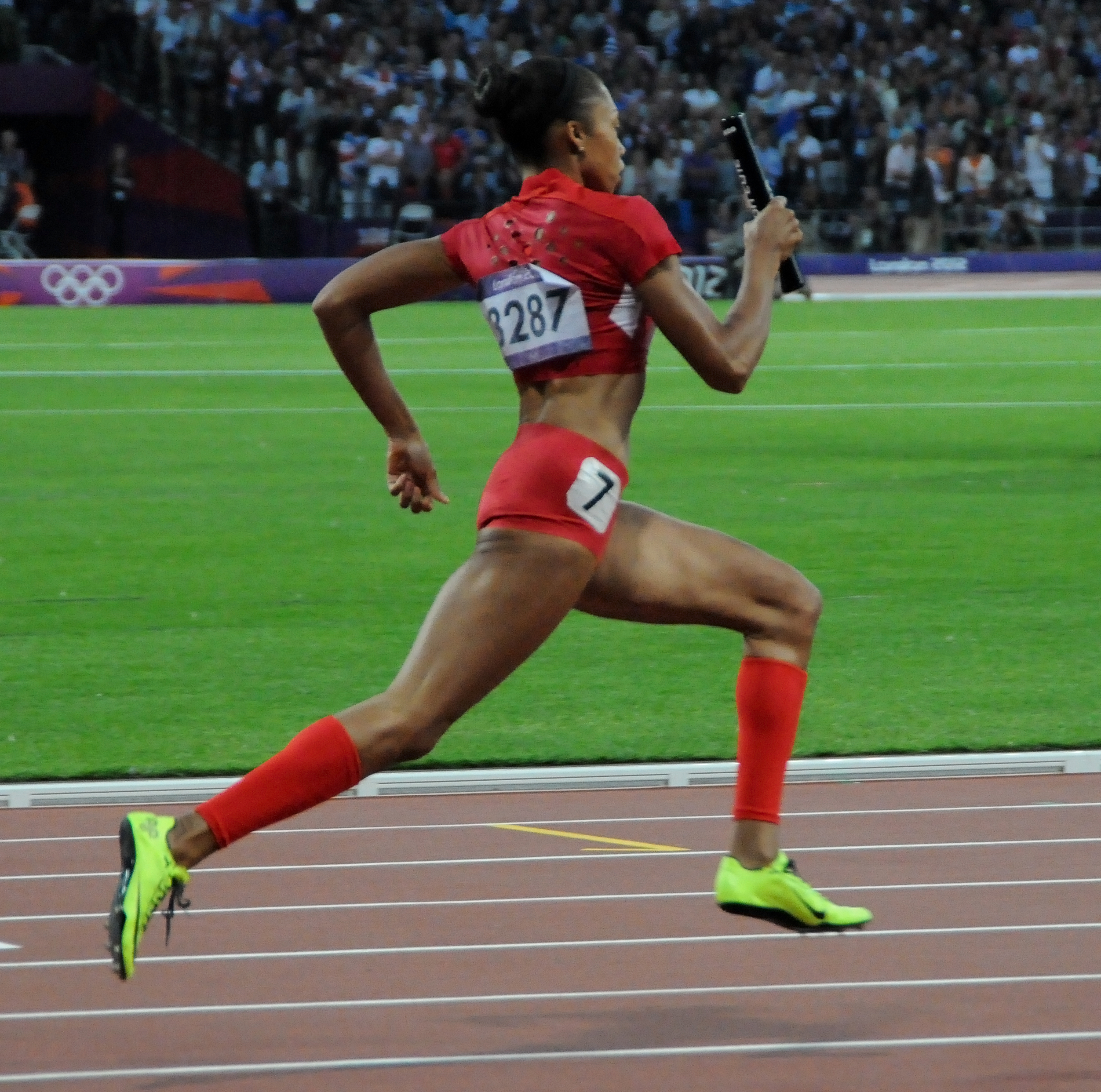
Relleu 4x100 m. nord-americà.

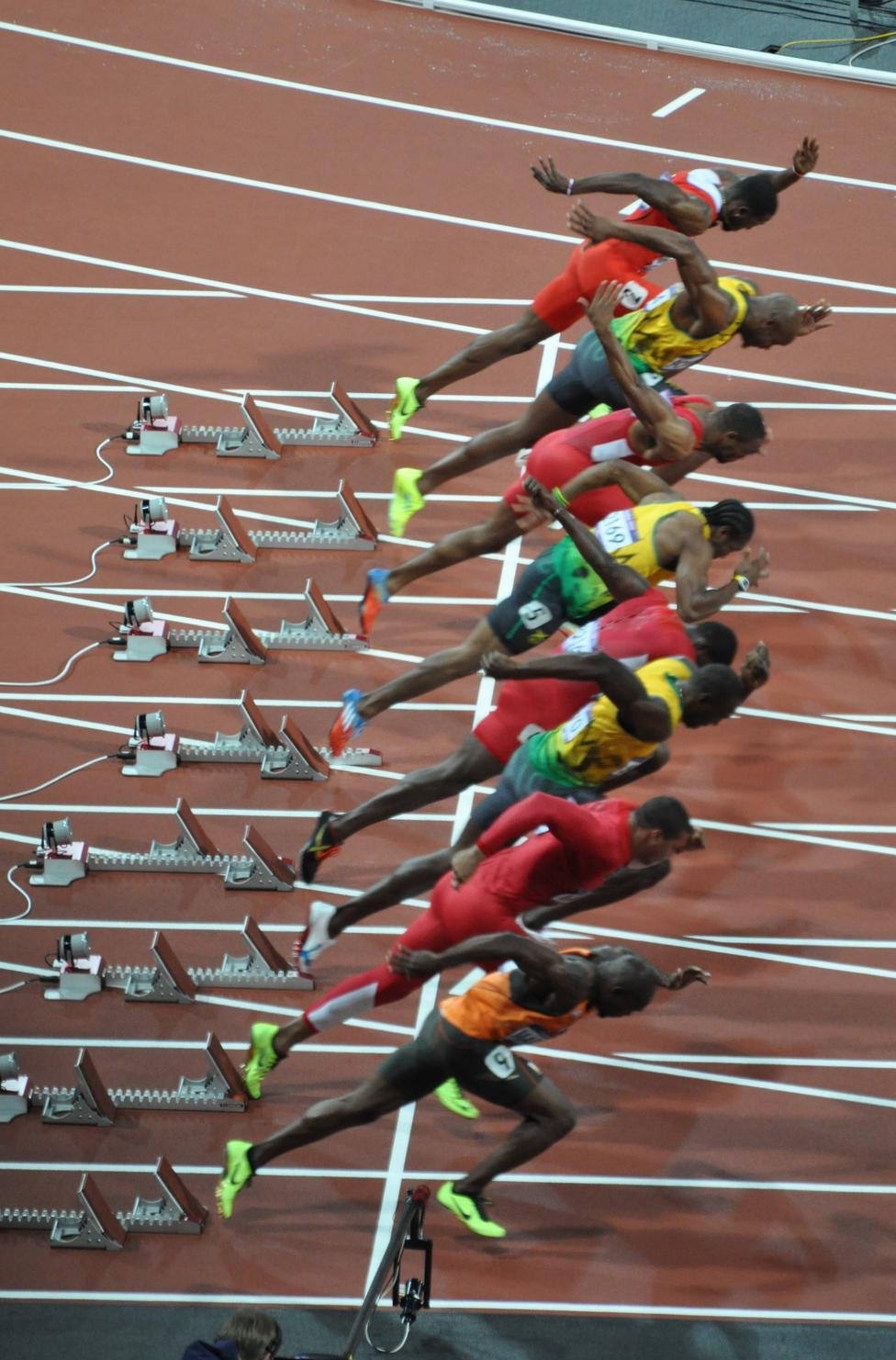
Sortida masculina dels 100 metres llisos.

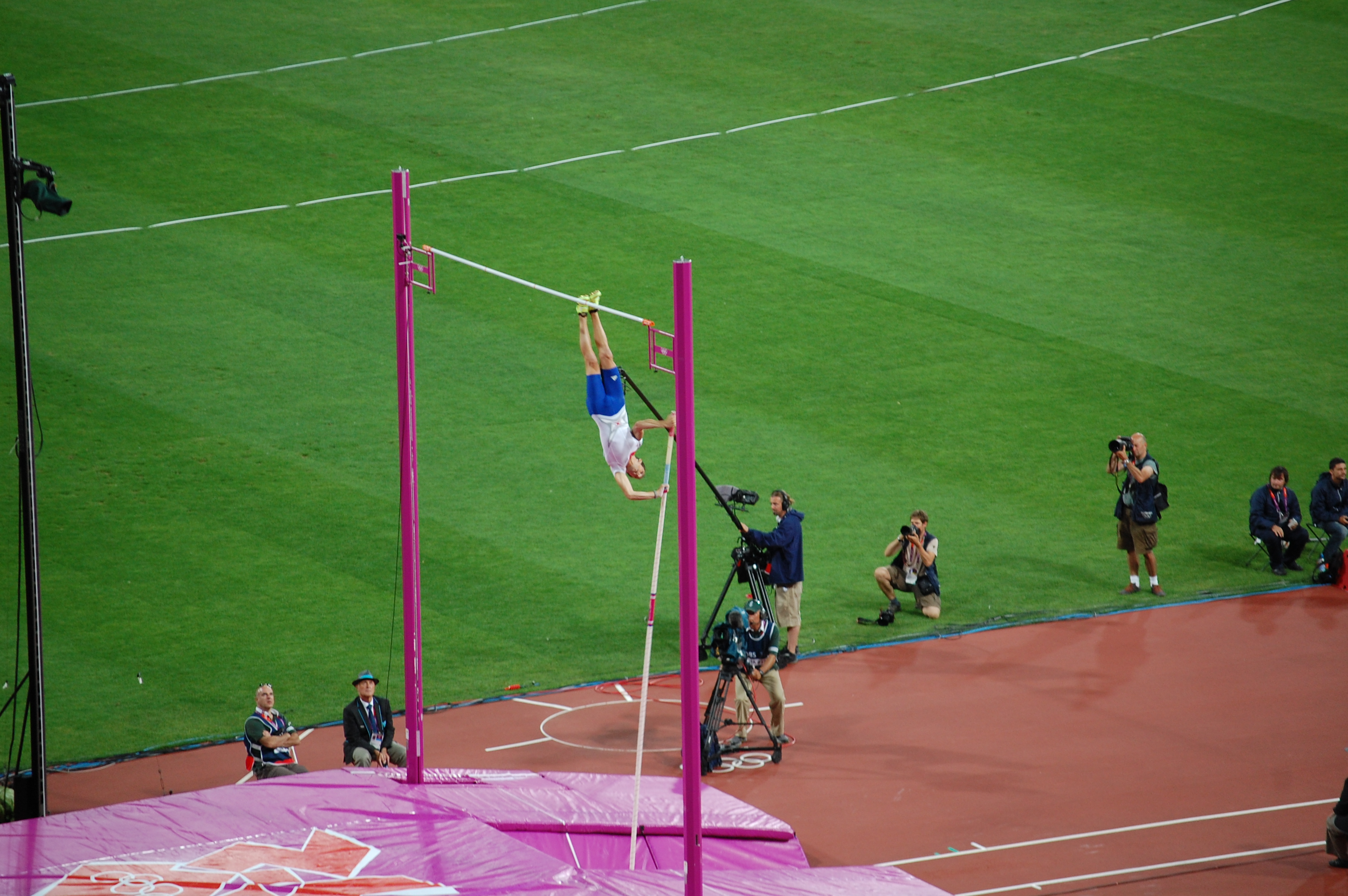
Renaud Lavillenie, guanyador de la prova de salt amb perxa.

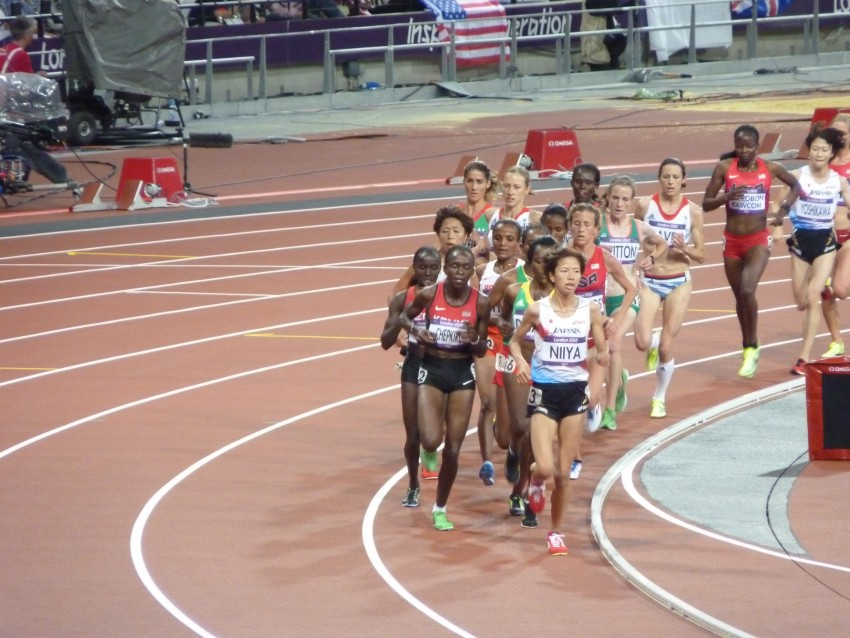
Prova femenina dels 10.000 metres.

Nota: Tres atletes empataren en la competició de salt de llargada masculí per al tercer lloc, obtenint cadascú una medalla de bronze.

## Rècords

### Rècords del món
| Data               | Prova                       | Atleta/es                                                                         | Temps               |
| ------------------ | --------------------------- | --------------------------------------------------------------------------------- | ------------------- |
| 9 d'agost de 2012  | 800 metres masculins        | David Rudisha                                                                     | 1 min 40 s 91 final |
| 10 d'agost de 2012 | Relleus 4 × 100 m femenins  | Estats Units · Tianna Madison · Allyson Felix · Bianca Knight · Carmelita Jeter · | 40 s 82 final       |
| 11 d'agost de 2012 | 20 km marxa femení          | Elena Lashmanova                                                                  | 1 h 25 min 2 s      |
| 11 d'agost de 2012 | Relleus 4 × 100 m masculins | Jamaica · Nesta Carter · Michael Frater · Yohan Blake · Usain Bolt ·              | 36 s 84 final       |

### Rècords olímpics
| Data               | Prova                          | Atleta/es                                                                         | Temps               |
| ------------------ | ------------------------------ | --------------------------------------------------------------------------------- | ------------------- |
| 4 d'agost de 2012  | 20 km marxa masculins          | Chen Ding                                                                         | 1 h 18 min 46 s     |
| 5 d'agost de 2012  | 100 metres masculins           | Usain Bolt                                                                        | 9 s 63 final        |
| 5 d'agost de 2012  | Marató femenina                | Tiki Gelana                                                                       | 2 h 23 min 07       |
| 7 d'agost de 2012  | 100 metres tanques             | Sally Pearson                                                                     | 12 s 35 final       |
| 9 d'agost de 2012  | 800 metres masculins           | David Rudisha                                                                     | 1 min 40 s 91 final |
| 10 d'agost de 2012 | Llançament de martell femení   | Tatyana Lysenko                                                                   | 78,18 m final       |
| 10 d'agost de 2012 | Relleus 4 × 100 m femenins     | Estats Units · Tianna Madison · Allyson Felix · Bianca Knight · Carmelita Jeter · | 40 s 82 final       |
| 10 d'agost de 2012 | Salt amb perxa masculí         | Renaud Lavillenie                                                                 | 5,97 m final        |
| 11 d'agost de 2012 | 20 km marxa femenins           | Elena Lashmanova                                                                  | 1 h 25 min 02 s     |
| 11 d'agost de 2012 | 50 km marxa masculins          | Sergey Kirdyapkin                                                                 | 3 h 35 min 59 s     |
| 11 d'agost de 2012 | Relleus 4x100 metres masculins | Jamaica · Nesta Carter · Michael Frater · Yohan Blake · Usain Bolt ·              | 36 s 84 final       |